# Kacangan (Ngunut)
Kacangan is een bestuurslaag in het regentschap Tulungagung van de provincie Oost-Java, Indonesië. Kacangan telt 2701 inwoners (volkstelling 2010).